# Galium jolyi
Galium jolyi là một loài thực vật có hoa trong họ Thiến thảo. Loài này được Batt. mô tả khoa học đầu tiên năm 1919.